# ロドルフォ・ウシグリ
ロドルフォ・ウシグリ（スペイン語: Rodolfo Usigli, 1905年11月17日 - 1979年6月18日）は、メキシコの劇作家、脚本家、小説家である。第1回カンヌ国際映画祭の審査員を務めた。

## 人物・来歴
1905年（明治38年）11月17日、メキシコのメキシコシティで、イタリア人を父に、ポーランド人を母に生まれる。
1935年（昭和10年）から1年間、ロックフェラー財団のスカラシップを得て、アメリカ合衆国のイェール大学の演劇科に留学する。のちに同学の教授となり学位も得ている。1936年（昭和11年）に帰国。1930年代を通じて、ラジオドラマの演出の仕事をした。
1938年（昭和13年）に執筆した戯曲『ジェスチャーの男』は、政治的理由でメキシコ政府から検閲された。
第二次世界大戦後の1946年（昭和21年）、40歳のとき、同年9月にフランスのカンヌで初めて開催されたカンヌ国際映画祭で、メキシコ選出の審査員を務めた。1951年（昭和26年）、『スサーナ』の脚本にダイアローグで協力して以来、ルイス・ブニュエルの作品の脚本に対し、ダイアローグなり原作なりの直接の影響を与えた。
ウシグリの劇作には、女性のキャラクターが特徴的であった。ウシグリが重用した女優ロサリオ・カステリャノス、ルイサ・ホセフィナ・エルナンデスは、メキシコ演劇界で大成した。
1979年6月18日、メキシコシティで死去した。満73歳没。

## フィルモグラフィ
- 『復活』 Resurrección : 監督ヒルベルト・マルティネス・ソラレス、1943年 - 脚本
- 『もうひとつの春』 Otra primavera : 監督アルフレッド・B・クレベンナ、1950年 -出演
- 『人生の窓』 Una ventana a la vida : 監督アントニオ・レイノーソ、1950年 - 脚本
- 『スサーナ』 Susana : 監督ルイス・ブニュエル、1951年 - ダイアローグ
- 『愛なき女』 Una mujer sin amor : 監督ルイス・ブニュエル、1952年 - ダイアローグ
- 『少年と霧』 El niño y la niebla : 監督ロベルト・ガヴァルドン、1953年 - 原作（戯曲）
- 『アルチバルド・デラクルスの犯罪的人生』 Ensayo de un crimen : 監督ルイス・ブニュエル、1955年 - 原作（小説）
- 『わたしたちの子たちはどこへ?』 ¿Adónde van nuestros hijos? : 監督ベニート・アラスラキ、1958年 - 原作（戯曲）
- 『詐欺師』 El impostor : 監督エミリオ・フェルナンデス、1960年 - 原作（小説）
- 『スタジオ1』 Estudio 1 : テレビ映画シリーズ
  - 『ジェスチャーの男』 El gesticulador : 1969年 - 原作（戯曲）
- 『本にはことばがある』 Los libros tienen la palabra : テレビシリーズ、1986年 -出演

## 関連事項
- ロサリオ・カステリャノス （en:Rosario Castellanos）
- ルイサ・ホセフィナ・エルナンデス （es:Luisa Josefina Hernández）